# Rhipidia kama
Rhipidia kama är en tvåvingeart som först beskrevs av Alexander 1956.  Rhipidia kama ingår i släktet Rhipidia och familjen småharkrankar. Inga underarter finns listade i Catalogue of Life.